# The Black Cat Neighbourhood
The Black Cat Neighbourhood — дебютный студийный альбом датской певицы Fallulah, выпущен 8 февраля 2010 года. Диск был продан тиражом в 20 тыс. экземпляров и в конце сентября 2011 года стал платиновым. Альбом дебютировал на 17 месте в датском чарте, удерживался в нём 55 недель; наивысшая позиция — третья.

## Об альбоме
Стиль музыки, представленной на The Black Cat Neighbourhood, может быть отнесён к поп-музыке, однако, согласно заявлениям самой певицы, представляет собой смесь инди-рока и балканского бита, с примесью фольклорных элементов в её собственной интерпретации.
The Black Cat Neighbourhood был дважды переиздан: первый раз 20 августа 2010 года с песней «Wailing» и 17 января 2011 года с песней «Out of it», которая является главной песней в датской комедии «Счастье».

## Список композиций
| №   | Название                             | Длительность |
| --- | ------------------------------------ | ------------ |
| 1.  | «Only Human»                         | 3:33         |
| 2.  | «Hey You»                            | 2:28         |
| 3.  | «Bridges»                            | 3:36         |
| 4.  | «Use It for Good»                    | 3:40         |
| 5.  | «You Don't Care»                     | 3:05         |
| 6.  | «Work Song»                          | 2:52         |
| 7.  | «I Lay My Head»                      | 3:17         |
| 8.  | «The Black Cat Neighbourhood»        | 3:12         |
| 9.  | «Give Us a Little Love»              | 3:45         |
| 10. | «Hold Your Horses»                   | 2:22         |
| 11. | «Back and Forth»                     | 3:08         |
| 12. | «New York, You're My Concrete Lover» | 3:04         |